# کاننو
کاننو (به ژاپنی: 観応 Kannō)، نام یک عصر تاریخی ژاپنی در دربار شمالی در طی دوره نانبوکوچو بود. این عصر بعد از جووا (دوره) و قبل از بوننا قرار داشت و از فوریه ۱۳۵۰ تا سپتامبر ۱۳۵۲ میلادی به طول انجامید. در طی این عصر امپراتور دربار شمالی در کیوتو، امپراتور سوکو و امپراتور دربار جنوبی امپراتور گو-موراکامی بود.
در این چارچوب زمانی، شوهی (دوره) (1346-1370) معادل ننگو در دربار جنوبی بود.